# توهان طبوغرافي
التوهان الطبوغرافي هو فقدان الفرد القدرة على توجيه نفسه في محيطه، يحدث أحيانًا نتيجة تلف الدماغ البؤري. ينجم هذا العجز عن عدم القدرة على استخدام المعلومات المكانية (على سبيل المثال، المعالم البيئية) بشكل مفيد أو فشل استخدام الاستراتيجيات المعرفية المعينة بغرض التوجيه، مثل القدرة على تكوين تمثيل ذهني للبيئة، ما يُعرف أيضًا باسم خريطة الإدراك. قد يحدث التوهان الطبوغرافي كجزء من متلازمة الخلل المعرفي الإبصاري المكاني.

## التصنيف
يمثل التوهان الطبوغرافي انعدام القدرة على إيجاد الطريق عبر بيئة ما نتيجة وجود خلل معرفي. بحثت دراسات عديدة في التوهان الطبوغرافي باستخدام دراسات الحالة العائدة إلى عدد من المرضى الذين فقدوا القدرة على إيجاد طريقهم انتقائيًا في بيئة حركية واسعة النطاق. ظهرت عدة عشرات من تقارير الحالة المتعلقة بالتوهان الطبوغرافي خلال القرن الماضي. تساعد دراسة هؤلاء الأشخاص في فهم السلوك المعقد متعدد المكونات للتجول. قد يشكل التوهان الطبوغرافي عجزًا مستمرًا مدى الحياة، إذ قد ينجم عن سكتة دماغية، أو قد يحدث كجزء من مرض مترقي. تشمل الاضطرابات المرافقة بشكل متكرر للتوهان الطبوغرافي كلًا من الإهمال الحيزي النصفي، وعمى الألوان التام، وعمى تعرف الوجوه ومرض آلزهايمر.

### التوهان الطبوغرافي النمائي
يشير التوهان الطبوغرافي النمائي (دي تي دي) إلى فقدان القدرة على التوجيه منذ مرحلة الطفولة على الرغم من غياب أي تلف دماغي، أو اضطراب عصبي أو عجز معرفي عام. لا يمتلك الأفراد المصابون بالتوهان الطبوغرافي النمائي القدرة على توليد تمثيل ذهني للبيئة (أي خريطة الإدراك)، ولا يمكنهم بالتالي استخدام هذه المعلومات أثناء محاولتهم التوجه (إذ يختبر الفرد السليم عادة هذه العملية أثناء محاولته التوجه). لا يجب الخلط بين التوهان الطبوغرافي النمائي وضعف الشعور بالاتجاه لدى الأفراد السليمين، إذ يعاني المصابون بالتوهان الطبوغرافي النمائي من الضياع يوميًا ضمن محيط مألوف للغاية، مثل منزلهم أو حيهم.

### توهان مركزية الذات
يتسم توهان مركزية الذات بفقدان القدرة على تمثيل موقع الأشياء بالنسبة إلى الذات. يعود ذلك عادة إلى الآفات الناشئة في الفص الجداري الخلفي. لا يواجه المرضى أي صعوبة في التعرف على الأشخاص أو الأشياء وتسميتها. يعاني هؤلاء المرضى من انعدام القدرة على الوصول الدقيق إلى الأشياء المرئية أو الذات (أي تحديد الاتجاه الأعلى، أو الأسفل، أو اليمين، أو اليسار، أو الأقرب أو الأبعد). في دراسة حالة لستارك وزملائه، وصفت مريضة ملقبة باسم «جي دبليو» عدم قدرتها على الوصول الدقيق للأهداف المرئية على الرغم من سلامة رؤيتها. لم تواجه المريضة أي صعوبة في التعرف على الأشياء المقدمة لها وتسميتها، لكنها فشلت في الإشارة إلى مواقع الأهداف المحددة عبر مدخلات مرئية، أو صوتية أو تلك المتعلقة بالحس العميق. أدى فقدانها لنظام التمثيل المكاني مركزي الذات إلى فشلها في تحديد موضع ذاتها في الفراغ. اعتُبر اتجاه المريضة نحو الجهة الخاطئة عند تحيتها من قبل شخص غير مواجه لها المؤشر الأبرز على عجزها.